# Germà (cortesà)
Germà (grec medieval: Γερμανός, Germanós; fl. al darrer quart del segle xi) fou un esclau, cortesà i confident de l'emperador romà d'Orient Nicèfor III Botaniates (r. 1078-1081). Se sap que era un bàrbar, però les fonts discrepen sobre els seus orígens exactes: en l'Alexíada, Anna Comnena el descriu adés com a eslau, adés amb el terme arcaic escita; el bizantinista alemany Diether Roderich Reinsch el fa petxeneg o d'ascendència bulgaroeslava; i el catedràtic hongarès Gyula Moravcsik sosté que era búlgar. Per altra banda, Constantí Manasses assevera que parlava un grec macarrònic.
Gairebé sempre apareix al costat de Boril, un altre cortesà bàrbar, en les fonts. Comnena diu que no era tan intel·ligent com el seu compatriota. Boril i Germà se les tingueren amb Jordi Monomacat, que en un primer moment no volia acceptar el seu nomenament com a dux de Dirràquion, però acabà fent-ho per fugir dels dos cortesans, que no deixaven de vilipendiar-lo davant de l'emperador. Les llengües viperines de Boril i Germà feren efecte sobre Botaniates, que compartí amb l'emperadriu Maria d'Alània les seves sospites que Monomacat era «un enemic de l'imperi dels romans».